# Martinovics Ignác

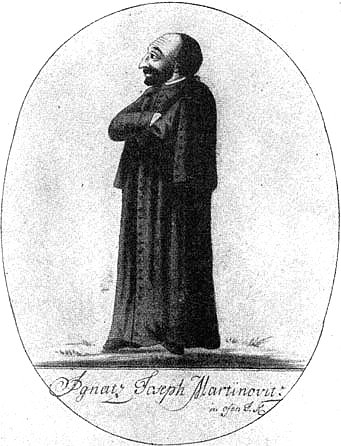
Martinovics Ignác kivégzése előtt, akvarell

Martinovics Ignác József Domonkos (Pest, 1755. július 20. – Buda, 1795. május 20.) magyar szerzetes, bölcseleti és teológiai doktor, fizikus, kémikus, politikai kalandor, aki királyi titkosügynökből lett a magyar jakobinus mozgalom vezére.

## Élete
Apja Martinovics Mátyás (aki a 17. század végén Csernojevics Arzén (Arsenije Čarnojević) szerb ortodox pátriárka által hazánkba telepített egyik albán családból származott) nyugalmazott kapitány volt. Miután befejezte a gimnázium alsó osztályait a pesti piaristáknál, belépett a ferencesek rendjébe. 1773. április 24-én Baján letette a fogadalmat, szerzetesként a Domonkos nevet kapta. A bölcseleti tanulmányokat ugyanott, a teológiát Budán végezte 1775–1779 között. Időközben (1778 októberében) áldozópappá szentelték és 1779-ben a bölcselet és mennyiségtan tanára lett a buda-vízivárosi kolostorban. A szerzetesi élet szigorúsága miatt többször összeütközésbe került rendtársaival és rendfőnökével; kedvetlenségét fokozta az is, hogy 1780-ban a növendékpapok egy részével Bródba helyezték át. Sok nyelven kitűnően beszélt-írt.
1781 júliusában tábori lelkészi állást fogadott el Bukovinában és távozásra engedélyt se kérve, augusztusban Csernovicba ment. Itt ismerkedett meg gróf Potocky Ignác lengyel főúrral, akinek kíséretében beutazta Európa nagy részét és 1782-ben vele ment Lembergbe, ahol két évig magántanítással foglalkozott. Munkáival magára vonta Van Swietennek, az udvari tanügyi bizottság elnökének figyelmét, akinek közbenjárására 1783. október 17-étől a lembergi akadémián a természettan helyettes tanára lett (500 forintos évi fizetéssel). Amikor az akadémia 1784. október 21-én egyetemmé alakult át, rendes tanárrá és október 25-én a bölcseleti kar dékánjává nevezték ki; ugyanebben az évben a haarlemi akadémia is tagjává választotta, ahol jutalmat is kapott. Ezt követték a hessen-homburgi, müncheni, stockholmi és szentpétervári akadémiák. 1788-ban a bécsi, 1791-ben a pesti egyetem fizikai tanszékére pályázott, de sikertelenül.
1791-ben bemutatták Gotthardi Ferencnek, II. Lipót titkosrendőrsége főnökének. Martinovics – valószínűleg egyetemi karrierje egyengetése érdekében – ezután jelentéseket küldött a titkosrendőrség részére olyan titkos vagy zárt társaságokról, mint az illuminátusok vagy a szabadkőművesek, illetve a feloszlatott jezsuita rend. Ezen jelentések történeti értéke csekély, írójuk, hogy saját fontosságát kidomborítsa, teletömte őket hamis adatokkal és kitalációkkal, „s inkább Martinovics lelki életére vetnek világot”. Ugyanazon év novemberében Pestre költözött. Ügynöki munkáját fizetéssel járó lembergi tanári kinevezéssel és császári tanácsosi címmel jutalmazta az udvar, de Martinovics többre, politikai befolyásra és udvari címre vágyott. Ezért még abban az évben egyszerűen elhíresztelte Pesten, hogy II. Lipót király vegyésszé, valamint császári és királyi tanácsossá nevezte ki; Gotthardi útján (aki támogatta őt) bocsánatot kért merészségéért, de indoklása szerint ügynöki munkájához feltétlenül szükséges volt egy fedőállás, hogy az illuminátusok gyanút ne fogjanak, amiért fizetést kap a császártól. Gotthardi kormánytanácsos közbenjárására II. Lipót - hónapok múltán - végül hitelesítette kinevezését. Feladata volt a királynak vegyészeti kísérleteiben segédkezni; ezenkívül továbbra is felhasználták politikai célokra is.
A király halála (1792. március 1.) után állása megszűnt és azután az I. Ferenc által részére biztosított 1000 forint évdíjra volt utalva. Új tartományfőnöke, Jezik László, a kilépését nem akarta elismerni, úgyhogy kilépése szabályszerűségének elismeréséhez királyi kegyelemre volt szüksége. Az 1792. szeptember 29-ei rendelet szászvári címzetes apáttá is kinevezte és a császári kabinetiroda külügyi osztályába osztotta be politikai munkálatok teljesítése végett. Azonban új állásában nem sokáig maradhatott, mivel az udvar legbefolyásosabb emberei, gróf Colloredo miniszter és Schloissnigg nyílt ellenségei voltak. Így aztán még ebben az évben elvesztette 1500 forintnyi évdíját, amelyet Lipót király magánpénztárából folyósított neki; hasztalan folyamodott a zágrábi nagyprépostságért, majd a kabinetirodai titkárságért, nem bíztak többé benne.
I. Ferenc a sajtószabadság megszorításával igyekezett gátat vetni a forradalmi eszmék terjedésének. A már megjelent ilyen jellegű művek szerzői ellen nyomozást indíttatott és elkobozta röpirataikat, így Martinovics három művét is, amelyek a szerző neve nélkül jelentek meg, s amelyek szerzőjét ekkor még nem is gyanították. Elkeseredésében, hogy minden reményét meghiúsulni látta, titokban az izgatás terére lépett. Discussio oratoria című röpiratában a cenzúrát támadta meg; egy másik, kéziratban terjesztett nyílt levele: Literae ad Imperatorem, a párizsi Moniteur című lapnak volt szánva s félrevezetés végett Gorani gróf név alatt, I. Ferenc politikáját vette éles és elítélő bírálat alá, s a Habsburg-ház magyarországi politikájával is foglalkozott. Mivel két pártfogójának, Józsefnek és Lipótnak a kormányzását is elítélte, őt gyanúba se vették.
Martinovics munkáit elsősorban a szabadkőművesek, az úgynevezett felvilágosodottak (illuminatusok) terjesztették, akik a francia forradalom elveivel rokonszenveztek és a királyság bukását várták. Gyurkovics Ferenc, a pesti egyetemen a politika tanára,aki az ilyen eszmék terjesztése érdekében titkos társaság szervezésén fáradozott és egy forradalmi kátét is szerkesztett. 1793 márciusában Martinovicsot is beavatta terveibe, és a nem sokkal ezután bekövetkezett halála előtt, iratait is ráhagyta. Ő ugyan nem tudta rávenni Martinovicsot, hogy beálljon a társaságba, de más oldalról jött erősebb hatásra ez mégis megtörtént.

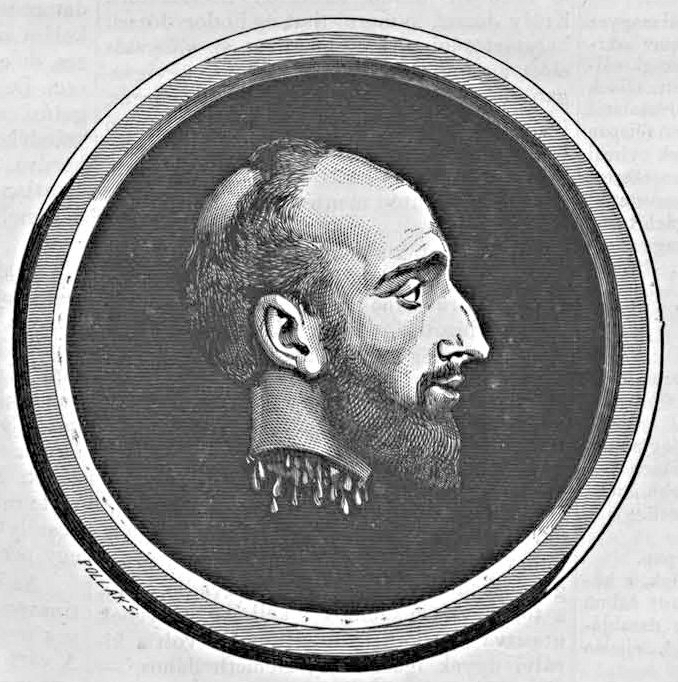
Pollák Zsigmond metszete (1869)

Párizsban a jakobinusok klubja ilyen társulat alakításával Martinovicsot bízta meg, aki 1794 áprilisában megkezdte a tagok toborzását, mégpedig először Bécsben. Magyarországon két társaságot alakított: a Reformátorok Társaságát elszegényedett mágnásokból és nemesekből, illetve a Szabadság-egyenlőség-testvériség Társaságát, a forradalmi eszmék teljes életbe léptetésével. A Gyurkovics szerkesztette káté mellett Martinovics is írt egyet: Az ember és a polgár kátéja (Catéchisme de l'homme et du citoyen) címmel. Eszerint a fő hatalom a nép kezében van, amelynek nemcsak joga van eltörölni a királyságot, hanem kötelessége is ezt megtenni, ha a maga szentséges jogaival élni akar. Minden belépő tagnak esküt kellett tennie arra, hogy a társaság elveit terjeszti, és legalább két új tagot fog szerezni. A főigazgató szerepét Martinovics maga vállalta el, a közvetlen kormányzás az általa kiszemelt négy igazgató (Laczkovics János, Hajnóczy József, Szentmarjay Ferenc és Sigray Jakab (ejtsd: 'zsigrai') gróf feladata volt. Tervük az volt, hogy mihelyt a tagok száma megfelelően (250 000) felszaporodik, megkezdik a fennálló társadalmi rend felforgatását. Három hónap múlva, amikor még a magyarországi tagok száma alig volt nagyobb 75-nél, Franz Josef Saurau gróf egy beavatott Jeline nevű magántanító feljelentése alapján rájött a bécsi összeesküvésre. Mielőtt a bécsi udvar bármit is tehetett volna Martinovicsnak is a fülébe jutott feljelentésük híre. Bécsbe sietett és mind a két titkos társaságot feladta az összes taggal együtt, aminek következtében július 23-án több társával együtt Bécsben elfogták.
Martinovics vallomása és egy pesti színész feljelentése a pesti titkos társaságnak is nyomára vezetett. Augusztus 16-án Budán elfogták Laczkovicsot, Hajnóczyt, Szentmarjayt és még több személyt. Az elfogottakat Bécsbe kísérték fel kihallgatásra és csak később 13 vármegye feliratára november 22-én és 24-én hozták vissza Budára. A felségsértés vádját tartalmazó vádlevelet, amelyet Németh János királyi ügyigazgató mint közvádló fogalmazott, november 30-án adták be, majd december 3-ára idézték meg Martinovicsot és társait. 1795. április 20-án fejezték be a vizsgálatokat és ezek alapján mint az összeesküvés fejét, fő- és jószágvesztésre ítélték. A Hétszemélyes Tábla (kúria) Martinovics halálos ítéletéhez hozzátette, hogy a négy igazgató halála után végeztessék ki. A király május 11-én erősítette meg az ítéletet, 18-án hirdették ki előtte; ezt követte az egyházi rendből való kizárás (degradatio).

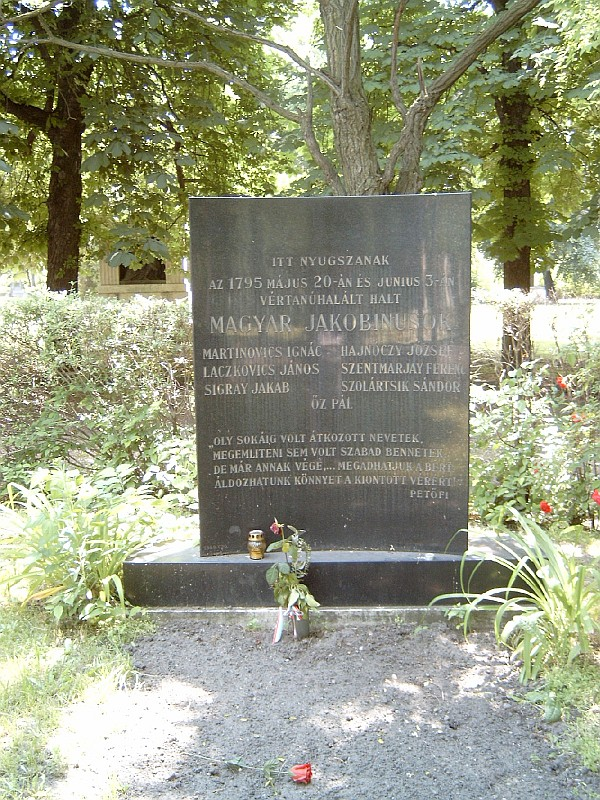
Magyar jakobinusok sírja Budapesten. (Hajnóczy József, Laczkovics János, Martinovics Ignác, Sigray Jakab, Szentmarjay Ferenc, Szolártsik Sándor, Őz Pál). Kerepesi temető: 11/1-sziget

A halálos ítéletet május 20-án a budai Vérmezőn hajtották végre, nyakazással. Amikor Martinovics végignézte első társa, Sigray kivégzését, elájult. Ettől kezdve alig tért magához; a földre rogyott és amikor rákerült a sor, a hóhérlegények vonszolták a vérpadhoz.

…Hajnóczy sírva ment, Őz Pál viaskodott.
Martinovics - így szólnak a régi krónikák -

Ájult volt, amikor a padra hurcolák.

Nyitott, tajtékos ajkán sápadt mosoly, fakó -

Két hóna alá nyúlva cipelte a bakó.
Kuszált, vizes haja, sovány gyermekfeje

Ráhajlott csendesen a hóhér keblire.

S melyet nyirkos pirossal az alvadt vér elöntött:

Két karja átölelte szelíden a fatönköt.…
Életrajzírói mind megegyeznek abban, hogy kiváló tehetségű férfi és éles eszű politikus volt, de magával meghasonlott, nagyravágyó és fantaszta jellem, aki az eszközök tekintetében nem volt válogatós, és elkeseredésében kész volt bármilyen kétségbeesett lépésre. Hozzájárul ehhez, hogy bár a szalonokban mint tanult és szellemes társalgót és kiváló tudóst ismerték, igazán maradandó tudományos munkát nem végzett: megjelent könyvei kompilációk vagy szellemes, de hevenyészettnek tűnő eszmefuttatások. Az 1848-as forradalmi nemzedék sok tagja szemében a forradalmár Martinovics igazi példaképnek és valódi mártírnak számított, valódi jellemét, szerepét és tetteit az eszményítés hamis fénnyel vonta be. 

## Művei
- Theoria generalis aequationum omnium graduum, novis illustrata formulis, ac juxta principia sublimioris calculi finitorum deducta. Buda, 1780
- Tentamen publicum ex mathesi pura. Buda, 1780
- Systema universae philosophiae. Essekini, 1781
- Dissertatio physica de iride et halone. Leopoli, 1781. Két táblarajzzal
- Dissertatio de harmonia naturali inter bonitatem divinam et mala creata, ad celeberrimam Hollandiae academiam Leidensem transmissa et nunc primum elucubrata, uo., 1783
- Dissertatio de micrometro, ope cuius unus geometricus dividitur in 2.985,984 puncta quinti ordinis. Pestini, 1784, két táblarajzzal
- Dissertatio physica de altitudine atmospherae ex observationibus astronomicis determinata et anno 1785, edita Leopoli, egy táblarajzzal
- Praelectiones physicae experimentalis, uo. 1787, két kötet, két táblarajzzal (A III. kötet kéziratban maradt)
- Memoires philosophiques ou la nature devoilée, London, 1788 (névtelenül) Digitális változata a MEK-ben
- Physiologische Bemerkungen über den Menschen. St.-Petersburg, 1789
- Discussio oratoria in eos, qui in librorum censuram invehuntur. Hely és év n. (névtelenül)
- Oratio ad proceres et nobiles regni Hungariae 1790. idibus Aprilis conscripta, et Vindobonae supressa, nunc primum in lucem prodit. Typis Parisinis. Germania. (Névtelenül. Laczkovics átdolgozta s jegyzetekkel ellátva magyarul adta ki, 1791-ben)
- A Magyar-ország gyűlésiben egyben-gyűllt nemes rendekhez 1790-dik esztendőben tartatott beszéd; ford., jegyz. Laczkovics János; s.n., s.l., 1791
- Oratio funebris quam praesente cadavere perillustris ac clarissimi domini Aloisii de Capuano s. r. i. equitis … nuper praxevs clinicae professoris p. o. nunc vero c. r. universit. Leopolitanae rectoris magnifici dixit post solemnes exequias ab ill. episcopo suffraganeo … in ecclesia cath. decnatatas Ign. Jos. de Martinovich … dei 19. Martii anno 1791, Leopoli
- Testament politique de l'Empereur Joseph II. Roi des Romains. Vienne et chez les principaux libraires de l'Europe 1791. Két kötet (névtelenül)
- Oratio pro Leopoldo II. rom. imp. aug. Hungariae, Bohemiae etc. rege ab hungaris proceribus et nobilibus accusato anno 1792. elucubrata. Germania, (névtelenül), 1792
- Status regni Hungariae anno 1792. Hely n. (névtelenül)
- Franczia Catechesis 1795. (Fraknói, 1907)
- Filozófiai írások; ford. Kolozsvári Grandpierre Emil, bev., jegyz. Mátrai László; Magvető, Bp., 1956
- Gyászbeszéd Aloisius de Capuano felett, 1791; sajtó alá rend. Újj Anna Mária; Scriptum, Szeged, 1994 (A Lymbus füzetei)
- Martinovics Ignác "Harmonia naturalis" című értekezés. Latin-magyar szövegközlés; sajtó alá rend. Ujj Annamária; Scriptum, Szeged, 1999 (A Lymbus füzetei)

## Emlékezete
Róla nevezték el a Kis-Sváb-hegyet Martinovics-hegynek. 1950 és 1991 között volt ez a hegy neve.

## Alakja a művészetben
- Krúdy Gyula: A magyar jakobinusok (regény, 1910)
- Bánffy Miklós: Martinovics (színmű, 1931)
- Bán Frigyes: A császár parancsára / Kioltott lángok (film, 1956)
- Kocsis István: A nagy játékos (dráma, 1969)
- Elek Judit: Vizsgálat Martinovics Ignác szászvári apát és társainak ügyében (tévéfilm, 1980)
- Kozsuharov Ognjan: Martinovics Ignác szobra – bronz mellszobor, 2001 – Hozzáférés ideje: 2012. december 30.
- Cserna-Szabó András: Az abbé a fejével játszik (regény, 2018)